# 深水馬塔䲁
深水馬塔䲁（學名：Matanui bathytaton），為輻鰭魚綱䲁形目三鰭䲁科馬塔䲁屬的一個種，是由Graham S. Hardy於1989年所描述，分布於西南太平洋紐西蘭海域，深度80至550公尺，體長可達9.4公分，成魚棲息在深水岩礁區，雌魚產附著性卵，雄魚會守護卵，幼魚為浮游性，生活習性不明。